# Forumscheck
| Vorderseite                          | Rückseite                          | Maße        |
| ------------------------------------ | ---------------------------------- | ----------- |
| 50-Pfennig-Forumscheck (Vorderseite) | 50-Pfennig-Forumscheck (Rückseite) | 109 × 48 mm |
| 1-Mark-Forumscheck (Vorderseite)     | 1-Mark-Forumscheck (Rückseite)     | 115 × 51 mm |
| 5-Mark-Forumscheck (Vorderseite)     | 5-Mark-Forumscheck (Rückseite)     | 121 × 54 mm |
| 10-Mark-Forumscheck (Vorderseite)    | 10-Mark-Forumscheck (Rückseite)    | 127 × 57 mm |
| 50-Mark-Forumscheck (Vorderseite)    | 50-Mark-Forumscheck (Rückseite)    | 133 × 60 mm |
| 100-Mark-Forumscheck (Vorderseite)   | 100-Mark-Forumscheck (Rückseite)   | 139 × 63 mm |
| 500-Mark-Forumscheck (Vorderseite)   | 500-Mark-Forumscheck (Rückseite)   | 145 × 66 mm |

Als Forumscheck wurde in der DDR ein Zahlungsmittel bezeichnet, das von der Forum Außenhandelsgesellschaft m.b.H., einer 1976 gegründeten Tochterfirma des Bereichs Kommerzielle Koordinierung des DDR-Außenhandelsministeriums, ausgegeben wurde. Es handelt sich dabei nicht um Banknoten. Mit Forumschecks konnten DDR-Bürger in den Intershops einkaufen, dabei entsprach eine Forumscheck-Mark einer D-Mark. Die Umrechnung weiterer frei konvertierbaren Währungen erfolgte auf der Basis der von der Staatsbank der DDR festgelegten Devisenumrechnungssätze. Auch bei den Intertankstellen und Genex konnten entsprechende Waren mit Forumschecks erworben werden. Es ist kein Fall von Fälschungen bekannt geworden.
Die Einführung der Schecks war am 16. April 1979. Um die Forumscheck-Regelung durchzusetzen, durften jetzt nur Nicht-DDR-Bürger im Intershop mit Devisen bar zahlen und mussten dazu den Reisepass oder den Ausweis vorzeigen. DDR-Bürger durften dies offiziell nicht und mussten die frei konvertierbaren Währungen vorher bei den Bankinstituten der DDR oder den Filialen der Staatsbank der DDR gegen Forumschecks umtauschen. Der Umtausch war gebührenfrei. Die Schecks waren nicht übertragbar und der Rücktausch war nicht möglich. Zumindest ab Mitte der 1980er Jahre wurde aber auch der direkte Kauf mit D-Mark durch DDR-Bürger häufig wieder akzeptiert.
Die Forumschecks galten in den Einrichtungen des DDR Außenhandels wie beispielsweise Intershop, Intertank oder Genex. Dort wurden sie wie Geld behandelt, das heißt bei Zahlung mit Forumschecks wurde das „Wechselgeld“ auch in Forumschecks zurückgegeben (kleinere Beträge als 50 Forumscheck-Pfennig wurden meist in Form von Schokoladentäfelchen oder Lutschern à 10 Pfennig erstattet).
Nach dem Fall der Berliner Mauer konnten die Schecks wieder gegen D-Mark zurückgetauscht werden. Der Rücktausch von Forumschecks in D-Mark fand in den DDR-Wechselstellen der Staatsbank der DDR sowie der Kreditbank AG in der Zeit vom 10. November 1989 bis 31. Mai 1990 statt. Der Rücktausch war gebührenfrei. Zum Einkauf im Intershop konnten die Forumschecks noch bis zum 30. Juni 1990 verwendet werden.

## Sicherheitsmerkmale
- Die Scheine wurden mit unterschiedlichen Unterdruckmuster gedruckt und das weiße Papier kam aus dem VEB Wertpapierdruckerei Leipzig.
- Alle Scheine hatten ein Wasserzeichen, welches mit „Geometrische Figuren“ angegeben wurde. Die Kontrollnummer war 6-stellig, schwarz.
- Es gab Musternoten ohne Serienbuchstaben und ohne Kontrollnummer. Wasserzeichen ist jedoch vorhanden. Solche Musternoten sind entweder mit dem Aufdruck „Muster“ oder perforiert als „SPECIMEN“ versehen. Nur die Scheine mit der Perforation „SPECIMEN“ besitzen die Serienbuchstaben und Kontrollnummer „AA 000000“. Die Musternoten sind beidseitig bedruckt. Sie tragen das Logo „forum Außenhandelsgesellschaft m. b. H.“.
- Weiterhin gab es Probenoten für den Wert „Fünfzig Mark“ in verschiedener Farbgebung, rosa, blau und violett sind bekannt. Solche Noten haben keine Serienbuchstaben und keine Kontrollnummer. Das Wasserzeichen ist jedoch vorhanden. Die Rückseite ist bei Probenoten stets unbedruckt geblieben. Die Scheine tragen jedoch das Logo „forum Handelsgesellschaft m. b. H.“.
- Manipulationen und Fälschungen sind heute grundsätzlich an dem fehlenden Wasserzeichen erkennbar.[7]

## Vergleichbare Zahlungsmittel
Der Forumscheck war kein reines DDR-Phänomen, auch in anderen sozialistischen Ländern gab es vergleichbare Schecks.
- In der Volksrepublik Polen konnte man in den Pewex- und Baltona-Geschäften neben US-Dollar und Deutscher Mark auch mit Bon PeKaO zahlen.

- In der Tschechoslowakischen Sozialistischen Republik (ČSSR) gab es hierfür die Tuzex-Krone.

- In der Union der Sozialistischen Sowjetrepubliken gab es Zertifikate und Schecks der Vereinigung Wneschpossyltork in Rubel. Hergestellt wurden die Zertifikate und Scheine von der staatlichen Wertpapierdruckerei Goznak auf Wasserzeichenpapier. Man konnte damit in den "Berjoska-Geschäften" einkaufen oder per Katalog bestellen.

- In der Volksrepublik Bulgarien gab es die Corecom bzw. Korekom Geschäfte, welche von 1960 bis 1990 existierten. Dort konnte mit jeder frei konvertierbarer Währung bar bezahlt werden. Eigene Gutscheine wie die Forumschecks gab es nicht. Jedoch wurden dort zum Beispiel Forumschecks oder Gutscheine von Tuzex (ČSSR) akzeptiert.

- In der Volksrepublik China mussten Ausländer von 1980 bis 1994 ihre Devisen in Foreign Exchange Certificates (FEC) tauschen. Viele Transaktionen und Einkäufe in den Freundschaftsläden waren nur mit FEC möglich.

- In Kuba existierte von 1994 bis 2020 der Peso convertible. Er ersetzte seit 2004 vollständig den US-Dollar als Zahlungsmittel in den kubanischen „Dollarshops“ und für Touristen. Bis 2004 konnte der Dollar gleichwertig verwendet werden. Mittlerweile ist er abgeschafft. In den noch immer bestehenden Geschäften für Ausländer kann seitdem nur noch bargeldlos bezahlt werden, allerdings ausschließlich in Devisen.